# Élection présidentielle en Italie

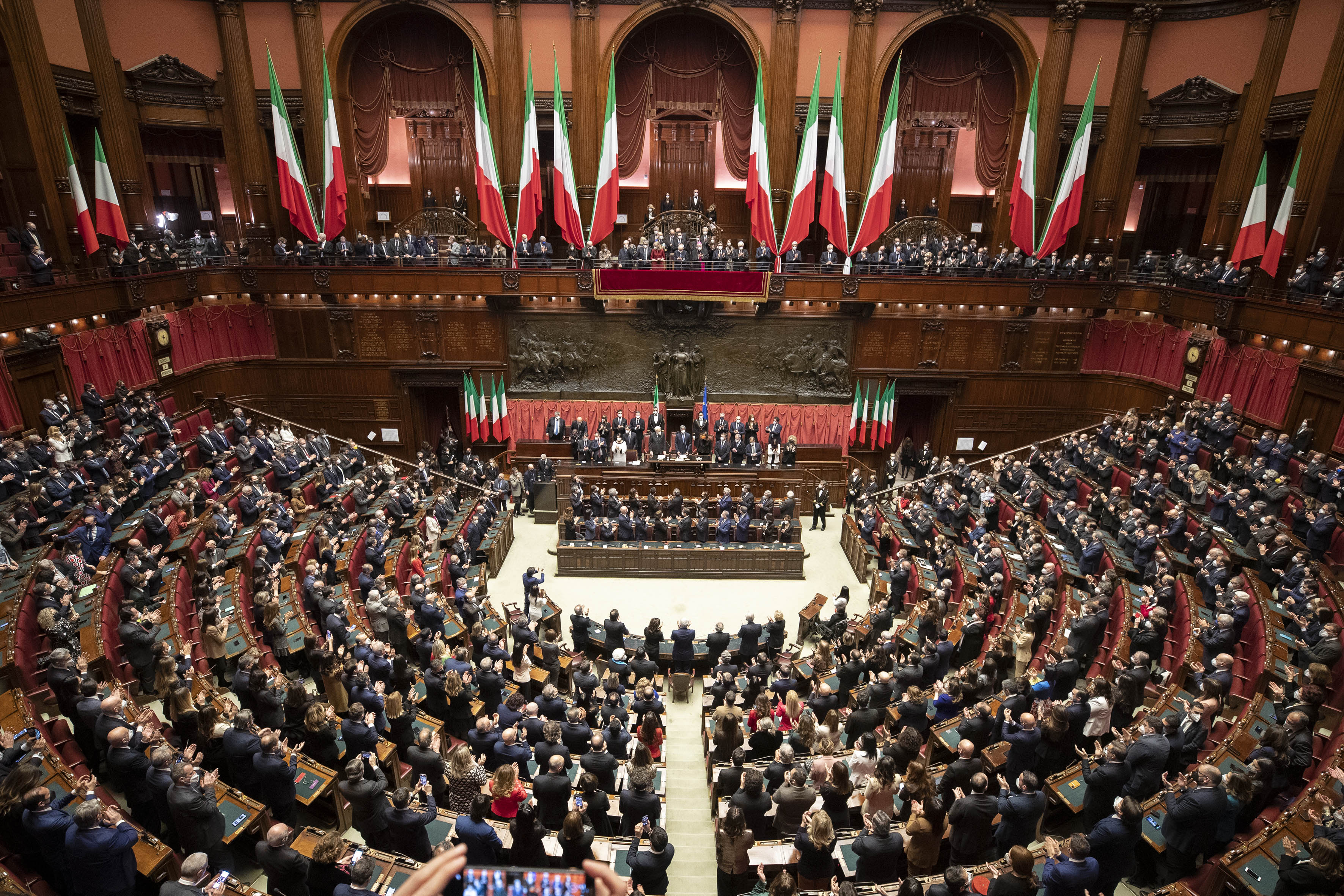
Le collège électoral reçoit la prestation de serment de Sergio Mattarella après son élection en 2022.

L’élection présidentielle en Italie (en italien : Elezione del Presidente della Repubblica Italiana) est une élection convoquée tous les sept ans au suffrage universel indirect et au scrutin majoritaire uninominal afin de procéder à la désignation du président de la République.

## Mode de scrutin

### Durée du mandat
Le président de la République italienne (en italien : Presidente della Repubblica Italiana) est élu pour un mandat de sept ans, renouvelable indéfiniment. Toutefois, depuis 1948 la tradition veut que le chef de l'État ne postule pas à un second septennat. Toutefois, Giorgio Napolitano et Sergio Mattarella sont réélus en 2013 et 2022 respectivement.

### Corps électoral
L'élection se fait au suffrage universel indirect par un collège électoral qui réunit l'ensemble des membres de la Chambre des députés, du Sénat de la République et des délégués des régions, à raison de trois par région sauf la Vallée d'Aoste qui n'en a qu'un. La présidence du collège revient au président de la Chambre des députés.
Le collège réunit donc au minimum 1 003 membres, auxquels s'ajoutent les éventuels sénateurs à vie.

### Élection
Il n'y a pas de condition de candidature. Si les grands partis ont l'habitude de désigner un candidat, leurs parlementaires et délégués régionaux sont libres de leur vote, le scrutin se faisant à bulletin secret et chaque électeur devant inscrire à la main sur son bulletin le nom de celui à qui il accorde son suffrage.
Aux trois premiers tours de scrutin, la majorité des deux tiers du collège électoral est requise pour emporter l'élection. À partir du quatrième tour, la majorité absolue suffit. Le scrutin est clos après la désignation d'un nouveau chef de l'État. Ainsi, à l'inverse de l'élection du président de la République hellénique, il n'y a pas de dissolution du Parlement, contrairement à l'élection du président fédéral d'Allemagne, il n'y a pas de recours à la majorité simple.

## Dernier scrutin
Lors de l'élection de janvier 2022, aucun candidat n'emporte les majorités requises entre le premier et le septième tour. Après des tractations infructueuses entre les partis, Sergio Mattarella est réélu avec 759 suffrages sur 1 009 grands électeurs, soit 75,22 % des inscrits.